# Веслав Амброс
Веслав Амброс (6 березня 1951, Ельблонг — 14 вересня 2020) — кулінарний критик. Шеф-кухар та член кулінарного журі. Президент Польської академії кулінарних мистецтв. Іспанець за походженням, поляк за вибором. Пропагатор та експерт польської кухні.

## Дитинство та виховання
Невдовзі після народження разом із батьком, який був іспанцем, переїхав до Іспанії, де й виріс. У 1987 році перервав навчання в Іспанії і назавжди переїхав до Польщі, отримавши польське громадянство. Потім розпочав навчання в Морському університеті Гдині за спеціальністю «Готельний бізнес», «Туризм та гастрономія на кораблях і поромах». Далі покращив свою кваліфікацію з гастрономії в «Ле Кордон Блу» в Парижі, а також під керівництвом відомого майстра кулінарії та шеф-кухаря Санті Сантамарії, ресторан якого першим у Каталонії був відзначений трьома зірками путівника «Мішлен».

## Кар'єра
Своє знайомство з приготуванням їжі розпочав як хобі у віці 13 років. Закінчивши навчання та практики, набув досвіду як працівника, а потім консультант та радник багатьох авторитетних ресторанів та готелів у всьому світі.
За межами Європи в галузі HoReCa працював в тому числі для таких об'єктів, як готель Уолдорф-Асторія в Нью-Йорку, у визнаному за найрозкішніший у світі семизірковий Hotel Emirates Palace в Абу-Дабі а також в Дубай у відомому «вітрильнику» — готелі Бурдж-ель-Араб, в середземноморському ресторані Майліс-ель-Бахар. В Європі працював у п'ятизірковому готелі InterContinental в Москві, Holiday Inn у Мадриді, в Maritim i Europa Park в Берліні, а також в Бурштиновому палаці у Вроцлавку.
Як випускник морської школи за спеціальністю з гастрономії та готельного господарства, також набув досвіду посади уповноваженого на круїзних судах по маршрутах Лос-Анджелес-Акапулько.
Веслав Амброс був також частим гостем та ведучим кулінарних програм. Сидів, серед іншого, в журі шоу кулінарних талантів «8 смаків Європи» та був ведучим програми «Сілезія з Кухні». Обидві програми транслювались на TVS.
У 2007 році як співзасновник створив Польську академію кулінарного мистецтва, якої став президентом.
6 березня 2016 року в Закопане відсвяткували 50-річчя активної роботи.

## Важливі титули та відзнаки
- Звання доктора Honoris Causa, присвоєне Одеською національною академією харчових технологій
- Почесне відзначення Асоціації французьких кулінарів Les Toques Blanches du Roussillon
- Член Всесвітньої асоціації товариств кухарів WACS (англ. World Association of Chefs' Societies)
- Звання чемпіона світу з мисливської кухні
- Є дворазовим чемпіоном Польщі Сілезької кухні, якої є активним промоутером
- Золотий Хрест заслуги та за внесок у просування та розвиток польської кухні
- Медаль Національної комісії з питань освіти за внесок у кулінарну освіту молодих поляків
- Почесний член Асоціації сербських кухарів
- Член кулінарної академії Королівства Іспанія